# غول صاطع (الرضمة)

تعديل مصدري - تعديل

غول صاطع محلة تابعة لقرية الموضع، التابعة لعزلة بني قيس بمديرية الرضمة إحدى مديريات محافظة إب في الجمهورية اليمنية.، بلغ تعداد سكانها 50 حسب تعداد اليمن لعام 2004.